# Moorefield (Arkansas)
Moorefield é uma cidade  localizada no estado americano de Arkansas, no Condado de Independence.

## Demografia
Segundo o censo americano de 2000, a sua população era de 160 habitantes.
Em 2006, foi estimada uma população de 161, um aumento de 1 (0.6%).

## Geografia
De acordo com o United States Census Bureau, a localidade tem uma área de 3,1 km², sem área coberta por água.

## Localidades na vizinhança
O diagrama seguinte representa as localidades num raio de 24 km ao redor de Moorefield.